# Albert Rybacki
Albert Rybacki (ur. 17 października 1970 w Katowicach) – polski bokser zawodowy wagi super średniej.
Zadebiutował w boksie zawodowym 4 marca 2000, podczas gali boksu zawodowego w Toruniu, gdzie pokonał przez nokaut techniczny Czecha Romana Diviska.
Od tamtej pory stoczył jeszcze 15 walk, 14 wygrywając, a 1 przegrywając.